# ジャズマン (サザンオールスターズの曲)
「ジャズマン (JAZZ MAN)」は、サザンオールスターズの楽曲。自身の9作目のシングルとして、Invitationから7インチレコードで1980年6月21日に発売された。
1988年6月25日と1998年2月11日に8cmCDとして、2005年6月25日には12cmCDで再発売されている。2014年12月17日からはダウンロード配信、2019年12月20日からはストリーミング配信が開始されている。

## 背景・チャート成績
5か月連続でシングルリリースする「FIVE ROCK SHOW」の第4弾シングルである。
オリジナル盤はオリコン週間ランキングで最高33位であった。現在はシングル盤のみに収録ということもあり、2005年の再発盤が32位にチャートインし、1つ順位を更新した。

## 収録曲
- 収録時間：8:49

1. ジャズマン (JAZZ MAN) (4:23)
（作詞・作曲:桑田佳祐　編曲:サザンオールスターズ　弦管編曲:八木正生）
歌詞の内容や曲調は、ジャズ、とりわけスウィング・ジャズと呼ばれるスタイルを意識したものになっている[3]。
2. ひょうたんからこま (4:25)
（作詞・作曲:関口和之　編曲:サザンオールスターズ　弦管編曲:八木正生）
関口和之のボーカル曲。桑田も曲中で一部ボーカルを取っている。
収録アルバム『バラッド '77〜'82』には、手書きで記載された曲の表記が「ん」の文字だけ、無理やり書き込んだようになっている。

## 参加ミュージシャン
- 桑田佳祐:Vocal, Guitar(#1,2)
- 大森隆志:Guitar, Chorus(#1,2)
- 原由子:Keyboards, Chorus(#1,2)
- 関口和之:Bass(#1,2)、Chorus(#1)、Vocal(#2)
- 松田弘:Drums, Chorus(#1,2)
- 野沢秀行:Percussion, Chorus(#1,2)

## 収録アルバム
| 曲名                  | 作品名                                    | 備考                                             |
| --------------------- | ----------------------------------------- | ------------------------------------------------ |
| ジャズマン (JAZZ MAN) | Kick Off!                                 | カセットテープのみの販売のため、現在は廃盤作品。 |
| ジャズマン (JAZZ MAN) | アーリー・サザンオールスターズ            | カセットテープのみの販売のため、現在は廃盤作品。 |
| ジャズマン (JAZZ MAN) | SOUTHERN ALL STARS BEST ONE '82           | カセットテープのみの販売のため、現在は廃盤作品。 |
| ジャズマン (JAZZ MAN) | すいか SOUTHERN ALL STARS SPECIAL 61SONGS | 数量限定販売のため、現在は廃盤作品。             |
| ひょうたんからこま    | アーリー・サザンオールスターズ            | カセットテープのみの販売のため、現在は廃盤作品。 |
| ひょうたんからこま    | バラッド '77〜'82                         |                                                  |
| ひょうたんからこま    | すいか SOUTHERN ALL STARS SPECIAL 61SONGS | 数量限定販売のため、現在は廃盤作品。             |

## ミュージック・ビデオ収録作品
| 曲名                  | 作品名 |
| --------------------- | ------ |
| ジャズマン (JAZZ MAN) | 未収録 |
| ひょうたんからこま    | 未収録 |

## ライブ映像作品
| 曲名                  | 作品名 |
| --------------------- | ------ |
| ジャズマン (JAZZ MAN) | 未収録 |
| ひょうたんからこま    | 未収録 |